# Митрастемон
Митрастемон (лат. Mitrastemon) — род цветковых растений, выделяемый в отдельное семейство Митрастемоновые (Mitrastemonaceae) порядка Верескоцветные (Ericales).

## Ботаническое описание
Mitrastemon — паразитическое растение, лишённое хлорофилла и существующее исключительно за счёт растения-хозяина. Его тонкие нитчатые корни целиком проникают в корни хозяина. Им могут быть растения семейства буковые (Fagaceae) — кастанопсис (Castanopsis), дуб (Quercus), Lithocarpus и Trigonobalanus. Mitrastemon представляет собой многолетнее травянистое растение. Листья располагаются мутовками в верхней части стебля (до 24 пар на стебле). Листья мелкие, сидячие, шелушащиеся, кремового или желтоватого цвета, без прилистников. Соцветия появляются непосредственно из растения-хозяина и окружены кольцом из его тканей. Цветки располагаются на цветоносе от 4 до 15 см длиной. Они гермафродитные, имеют радиальную симметрию и диаметр от 0,6 до 1,5 см. Десять тычинок срастаются и окружают верхнюю завязь кольцом, так что остается лишь маленькое отверстие. Плод — ягодообразная коробочка, содержащая множество мелких коричневых семян.

## Ареал
Ареал Mitrastemon разделён на две непересекающиеся области: первая — Центральная Америка, вторая — Юго-Восточная Азия, Япония и Новая Гвинея.

## Систематическое положение
Систематическое положение Mitrastemon долгое время оставалось неясным. Изначально его относили к порядку раффлезиецветные (Rafflesiales), однако после этот таксон был признан полифилетическим. В 2004 году Mitrastemon был отнесен к порядку верескоцветные (Ericales) по результатам исследования митохондриальной ДНК.

## Виды
К роду Mitrastemon относят 2 вида:
- Mitrastemon matudae Yamam. — Центральная Америка
- Mitrastemon yamamotoi (Makino) Makino — Юго-Восточная Азия и Япония